# Billbergia amoena
Billbergia amoena är en gräsväxtart som först beskrevs av Conrad Loddiges, och fick sitt nu gällande namn av John Lindley. Billbergia amoena ingår i släktet Billbergia och familjen Bromeliaceae. Inga underarter finns listade i Catalogue of Life.